# Saidu Adeshina
Saidu Alade Adeshina (Lagos, 4 aprile 1983) è un ex calciatore nigeriano, di ruolo attaccante.

## Carriera

### Club
Prima punta, approda alla Reggiana nel 1999, portato da Franco Dal Cin, riuscendo a esordire nello stesso anno in C1. Dopo una sola stagione è tesserato dalla Ternana, in Serie B: resta a Terni quattro anni, firmando 8 gol in una sessantina di presenze in campionato. Poi fa ritorno a Reggio Emilia. Nel 2006 passa all'Arezzo, quindi è ceduto dai toscani agli svizzeri del Bellinzona. Nella seconda serie del calcio svizzero, Adeshina mette a segno 13 reti in 24 giornate, piazzandosi all'ottavo posto tra i marcatori. Termina l'esperienza al Bellinzona con 21 gol in 30 turni di campionato prima di passare al Sion, nella massima divisione svizzera. Resta quattro anni coi bianco rossi, debuttando anche in Coppa UEFA. Nel 2011 è tesserato dallo Sciaffusa in prestito dal Sion, che in seguito lo fa scendere in seconda squadra, e nel 2012 il Chiasso decide di acquistarlo. Dal 2013 non gioca più tra i professionisti.

## Statistiche

### Presenze e reti nei club
| Stagione       | Squadra    | Campionato | Campionato | Campionato | Coppe nazionali | Coppe nazionali | Coppe nazionali | Coppe continentali | Coppe continentali | Coppe continentali | Totale | Totale |
| Stagione       | Squadra    | Comp       | Pres       | Reti       | Comp            | Pres            | Reti            | Comp               | Pres               | Reti               | Pres   | Reti   |
| -------------- | ---------- | ---------- | ---------- | ---------- | --------------- | --------------- | --------------- | ------------------ | ------------------ | ------------------ | ------ | ------ |
| 1999-2000      | Reggiana   | C1         | 10         | 0          | CI-C            | ?               | ?               | -                  | -                  | -                  | 10     | 0      |
| 2000-2001      | Ternana    | B          | 24         | 3          | CI              | 1               | 1               | -                  | -                  | -                  | 25     | 4      |
| 2001-2002      | Ternana    | B          | 15         | 2          | CI              | 2               | 0               | -                  | -                  | -                  | 17     | 2      |
| 2002-2003      | Ternana    | B          | 8          | 1          | CI              | ?               | ?               | -                  | -                  | -                  | 8      | 1      |
| 2003-2004      | Ternana    | B          | 14         | 2          | CI              | ?               | ?               | -                  | -                  | -                  | 14     | 2      |
| 2004-gen. 2005 | Ternana    | B          | 5          | 0          | CI              | 5               | 3               | -                  | -                  | -                  | 10     | 3      |
| gen.-giu. 2005 | Reggiana   | C1         | 17         | 4          | CI-C            | ?               | ?               | -                  | -                  | -                  | 17     | 4      |
| 2005-gen. 2006 | Ternana    | B          | 5          | 0          | CI              | ?               | ?               | -                  | -                  | -                  | 5      | 0      |
| gen.-giu. 2006 | Arezzo     | B          | 5          | 2          | -               | -               | -               | -                  | -                  | -                  | 5      | 2      |
| 2006-2007      | Bellinzona | ChL        | 24         | 13         | CS              | 1               | 0               | -                  | -                  | -                  | 25     | 13     |
| 2007-gen. 2008 | Bellinzona | ChL        | 6          | 8          | -               | -               | -               | -                  | -                  | -                  | 6      | 8      |
| gen.-giu. 2008 | Sion       | SL         | 26         | 3          | CS              | 3               | 1               | CU                 | 2                  | 0                  | 31     | 4      |
| 2008-2009      | Sion       | SL         | 24         | 5          | CS              | 2               | 2               | -                  | -                  | -                  | 26     | 7      |
| 2009-2010      | Sion       | SL         | 16         | 2          | CS              | 2               | 1               | -                  | -                  | -                  | 18     | 3      |
| lug.-set. 2010 | Sion       | SL         | 1          | 0          | -               | -               | -               | -                  | -                  | -                  | 1      | 0      |
| set. 2010-2011 | Sciaffusa  | ChL        | 18         | 1          | CS              | 2               | 3               | -                  | -                  | -                  | 20     | 4      |
| 2011-gen. 2012 | Sion II    | 1L         | 12         | 5          | -               | -               | -               | -                  | -                  | -                  | 12     | 5      |
| gen.-giu. 2012 | Chiasso    | ChL        | 3          | 1          | -               | -               | -               | -                  | -                  | -                  | 3      | 1      |
| 2012-2013      | Chiasso    | ChL        | 2          | 0          | -               | -               | -               | -                  | -                  | -                  | 2      | 0      |